# Black Death
Black Death és una pel·lícula de terror d'acció del 2010 dirigida per Christopher Smith a partir d'un guió original de Dario Poloni. Protagonitzada per Sean Bean, Eddie Redmayne i Carice van Houten. Tot i no ser acreditat com a escriptor, Smith va fer canvis molt significatius a la segona meitat del guió, inclòs un nou final. Totes les escenes de Black Death es va rodar en ordre cronològic, un fet poc freqüent.

## Argument
El 1348, durant la Pesta Negra a l'Anglaterra medieval, el monjo novell Osmund té una relació secreta amb una jove anomenada Averill que ha pres santuari al seu monestir. Quan la malaltia colpeja el monestir, Averill marxa a instància d'Osmund, però promet esperar una setmana a Osmund en un bosc proper. Osmund prega per demanar un senyal de Déu per abandonar el monestir i reunir-se amb Averill. Poc després, l'Ulric, enviat del bisbe regional, arriba al monestir buscant un guia pel bosc per arribar a un remot poble d'aiguamolls no tocat per la pesta. Prenent l'arribada d'Ulric com a senyal per marxar, Osmund s'ofereix per servir de guia i unir-se al seu grup, format pels soldats Wolfstan, Griff, Dalywag, Mold, Ivo i Swire. El grup informa a Osmund que es creu que el poble està dirigit per un nigromant, que pretenen lliurar al bisbe perquè el judici i l'executin.
El viatge al poble porta a la mort de Griff i Ivo, mentre que l'Osmund troba la roba tacada de sang d'Averill i creu que ha mort. Finalment, arribant al seu destí, el grup és rebut per Hob i Langiva, els líders del poble. Conscients de les intencions del grup, els vilatans droguen els soldats, mentre l'Osmund s'assabenta que el cos d'Averill és al poble i és testimoni de que Langiva fa un ritual que la reviu.
Els membres del grup són lligats i col·locats en un pou ple d'aigua on Hob i Langiva ofereixen llibertat a aquells que renuncien a Déu. Quan el grup s'hi nega, Dalywag és crucificat i destripat. La visió fa que en Swire renunciï a la seva fe, només perquè els vilatans el pengin al bosc. Després, Osmund és portat a Averill i creient que està en un estat de patiment, la apunyala per salvar la seva ànima. Llavors l'Ulric és tret de la fossa per ser desmembrat pels cavalls, però abans que els vilatans l'executin, revela que està infectat per la pesta i l'ha portat al poble. Amb els vilatans distrets per aquesta revelació, Wolfstan i Mold són capaços d'alliberar-se amb un ganivet que Osmund va colar a la fossa i lluitar. Hob mata a Mold, però és incapacitat per Wolfstan i col·locat al dispositiu per transportar el nigromant.
Osmund persegueix Langiva fins al pantà, on ella li diu que ella no és una bruixa i que l'Averill no va morir al bosc. En canvi, Averill havia estat drogada i la seva aparent resurrecció va ser un acte; la seva mort real va ser causada perquè Osmund la va apunyalar. Trencat per aquesta informació, l'Osmund no pot evitar que Langiva s'escapi. Wolfstan, considerant que la missió s'ha completat, torna Osmund al monestir, amb Hob per ser lliurat al bisbe. En els anys següents, el poble es veu afectat per la pesta (el seu relatiu aïllament és la veritable font de protecció) mentre Wolfstan perd el contacte amb Osmund, però sent rumors que es torna fred i cruel mentre es dedica a trobar i castigar Langiva, executa moltes dones innocents perquè la seva ment li fa veure Langiva quan les mira.

## Repartiment
- Eddie Redmayne com a Osmund
- Sean Bean com a Ulric[4]
- Carice van Houten com Langiva
- John Lynch com a Wolfstan
- Tim McInnerny com a Hob
- Kimberley Nixon com a Averill
- Andy Nyman com a Dalywag
- David Warner com a l’abat
- Johnny Harris com a Mold
- Emun Elliott com a Swire
- Tygo Gernandt com a Ivo
- Jamie Ballard com a Griff
- Daniel Steiner com a Monk
- Nike Martens com a Elena

## Producció
Black Death va ser desenvolupat i produït per Douglas Rae i Robert Bernstein a l'Ecosse Films de Londres, amb Phil Robertson de Zephyr Films com a productor físic. Finalment, no va poder sortir a terra al Regne Unit i es va convertir en una producció 100% alemanya. La pel·lícula va ser finançada exclusivament per Alemanya, amb Jens Meurer d'Egoli Tossell Films actuant com a productor.
La pel·lícula havia de ser dirigida originalment per Geoffrey Sax. Rupert Friend i Lena Headey havien de ser els protagonistes. Famke Janssen va ser considerada més tard per al paper de Headey. Després que fos adjunt a la direcció de Black Death, Smith va suggerir Carice van Houten, Tim McInnerny i John Lynch per als seus respectius papers.
La pel·lícula es va rodar als estat federal alemany de Saxònia-Anhalt al Castell de Blankenburg a la ciutat de Blankenburg i al Castell de Querfurt a Querfurt i Zehdenick, Brandenburg el primer semestre de 2009. El primer dia de Van Houten al plató va ser el 14 de maig de 2009. Els elements tècnics inclouen el disseny de producció de John Frankish, una partitura espartana del compositor Christian Henson i cinematografia de Sebastian Edschmid.

### L'enfocament de Smith a la pel·lícula i canvis de guió
Smith va explicar el seu enfocament a la pel·lícula:
| « | És una pel·lícula de 'Nois medievals en missió'. El període de la mort negra: què té de fantàstic i ric aquest període? Vaig dir: "I si agafem un enfocament realista?" La gent de l'època creu que la plaga va ser enviada per Déu per castigar-los pels seus pecats, o pel Diable per turmentar-los. Volia esbrinar què sentien els personatges i plantejar-los un viatge de "és real? O no és real?' Com seria un nigromant si existís? Hem afegit aquest cavaller fonamentalista, així que toca el fonamentalisme. És una pel·lícula súper fosca però emocionant. És com una paràbola fosca sobre com les coses no han avançat realment en els últims 600 anys. | » |

En el guió original, la segona meitat de la pel·lícula va resultar ser completament sobrenatural: Langiva es va revelar com la reencarnació del diable, mentre que Osmund "estava en realitat a l'infern i l'infern en un lloc físic". Smith va canviar aquests elements per representar la idea que per a ell "L'infern és l'infern en què et trobes dins de tu mateix", tal com va intentar representar a Triangle. Com que es considerava massa fosc, els productors van intentar tallar el final de Smith del programa de rodatge. No obstant això, van canviar d'opinió dos dies abans del rodatge de l'epíleg.

## Llançament
Les vendes internacionals van ser gestionades per HanWay Films. Entre altres ofertes, Revolver Entertainment/Sony va adquirir els drets per al Regne Unit i va planificar el llançament el 28 de maig de 2010, mentre que Wild Bunch va distribuir la pel·lícula a Alemanya. La pel·lícula va participar al festival canadenc FanTasia de 2010.

## Recepció
Agregador de ressenyes Rotten Tomatoes informa d'una puntuació d'aprovació del 71% basada en 66 ressenyes, amb una puntuació mitjana de 6,3/10. El consens crític afirma: "Black Death ofereix la violència de foc i sofre que el seu tema justifica, alhora que planteja algunes qüestions interessants de fe i religió." A Metacritic, la pel·lícula té un puntuació agregada de 71 sobre 100 basada en 10 ressenyes, que indica "crítiques generalment favorables".
En una ressenya anticipada, Leslie Felperin de Variety va escriure: "Una acció de terror intel·ligent i sàvia que és més que la suma de les parts del seu gènere, Black Death aconsegueix oferir prou suspens i sang per apaivagar els fans del gore... L'ús de material granulat i la preferència pels efectes especials en lloc dels efectes visuals o CGI li donen una agradable sensació retro, igual que la seva voluntat d'explorar ambigüitats morals incòmodes sobre el que sembla amb un pressupost baix, les ubicacions d'Alemanya a Saxònia semblen adequadament belles, sinistres i antigues alhora."
Alan Jones del FrightFest de Film4 va concloure: "Alguns poden trobar el clímax més aviat desconcertant quan Smith treu la catifa de sota els peus. No obstant això, el major percentatge emocionarà per la manera com la intensitat estranya i desconcertant genera un atractiu. cap de crits, ja que la marca descoberta de Witchfinder General s'aixeca en la més sorprenent de les codes Aquest original intel·ligent representa una ruptura lloable de la norma del gènere i és una de les pel·lícules més poderoses fetes sobre Déu, la manca de pietat i el que realment representa el Diable."